# Primer humano

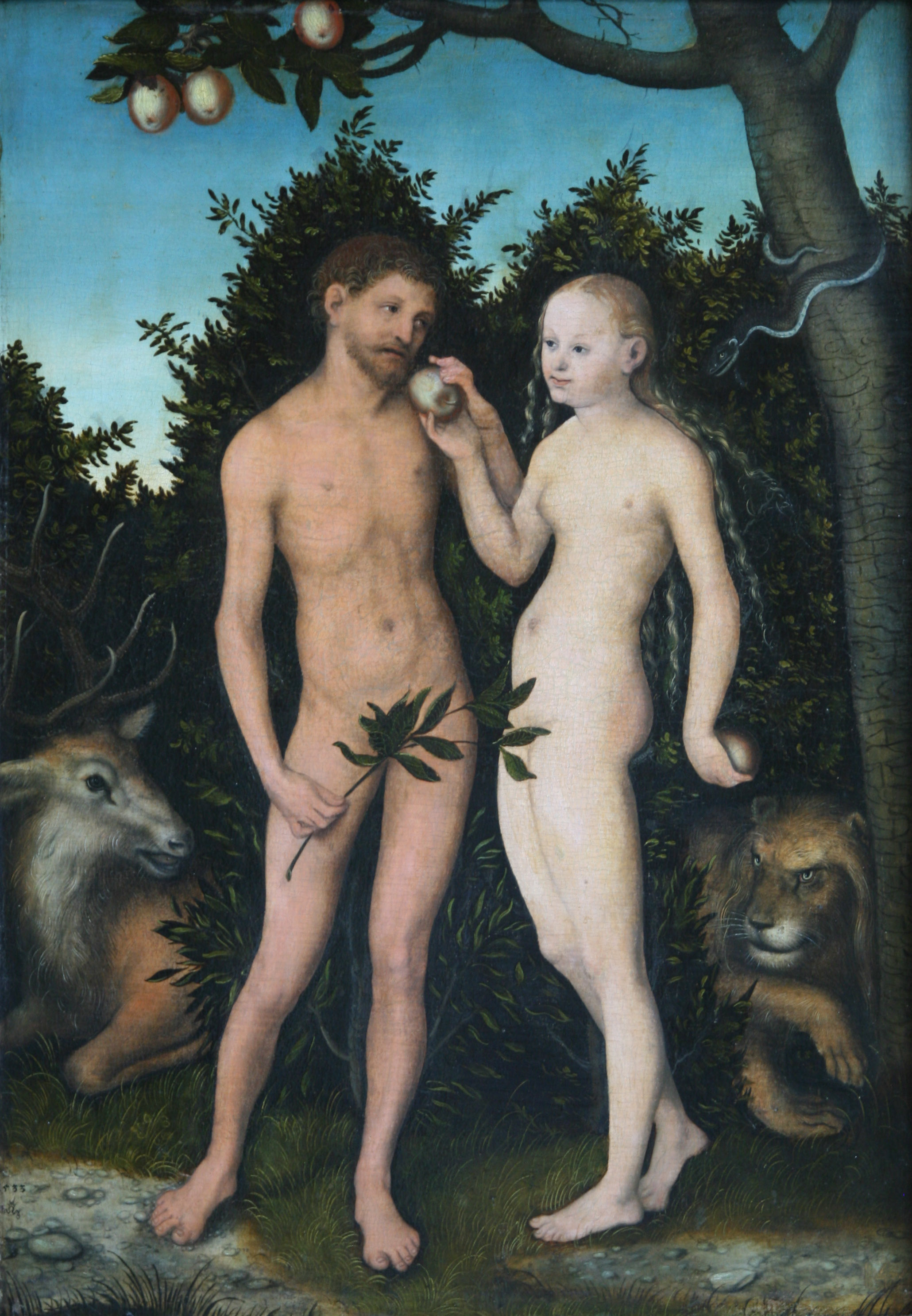
Adán y Eva, primeros humanos según la Biblia
, por Lucas Cranach el Viejo.

El primer humano o primer hombre, referido a los mitos de la creación es el primer ser humano que habitó la Tierra o el Mundo. Su naturaleza suele ser legendaria.
Puede ser una pareja, un varón y una mujer, una mujer o un varón.

## Lista de primer hombre o mujer o ambos según distintas creencias
Ejemplos:
- Mitología del Judaísmo, Cristianismo, Islam -
  - Adán y Eva
  - Lilit
- Mitología aborigen de Australia
  - Wurugag y Waramurungundi
  - Sin nombre, pero ver Yhi
  - Sin nombre, pero ver Kidili
- Ayyavazhi
  - Kaliyan y Kalicchi, el primer varón y la primera mujer del Kali Yukam, la era actual.
- Mitología china
  - Pangu
- Mitología cowichan
  - Quiltumtun
- Mitología griega - 
  - Pandora - primera mujer
  - Deucalión y Pirra (los primeros humanos modernos, aunque antes de ellos existieron otras razas)
- Mitología nórdica - 
  - Ask y Embla - primeros humanos creados
  - Líf y Lífthrasir - primeros humanos que repueblan la Tierra después de Ragnarök
- Hinduismo
  - Manu (hinduismo)
- Mitología hotcâk
  - Kunu
  - Un varón sin nombre y con una sola pierna
  - Turtle
- Mitología pachacamac y Mitología inca tardía
  - El primer varón y la primera mujer no son nombrados; ver Pacha Camac para más información
- Mitología Lenca
  - Ti Ketau Antawinkil y Ti Wanatuku, fueron los primeros humanos creados por el dios Manguara.
- Mitología polinesia
  - Ele'ele
  - Kumu-Honua y Lalo-Honua
  - Marikoriko y Tiki
  - Tu-Mea
  - Tonga
  - Vatea y Papa
- Mitología filipina
  - Malakas (que significa poderoso) y Maganda (que significa hermosa)